# Giovanni Battista Casali del Drago

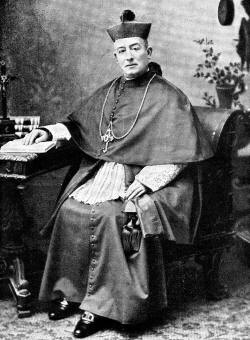
Giovanni Battista Casali del Drago

Giovanni Battista Casali del Drago (Roma, 30 de enero de 1838 - 17 de marzo de 1908) fue un cardenal italiano de la Iglesia católica.

## Biografía

### Primeros años y formación
Nació en Roma, el 30 de enero de 1838. Pertenecía a una familia aristocrática. Se graduó en el seminario de Roma, donde obtuvo un doctorado en teología. 

### Sacerdocio
Fue ordenado sacerdote el 22 se diciembre de 1860. 

### Episcopado
El papa Pío IX lo nombró prelado y canónigo de la archibasílica de San Juan de Letrán, más tarde fue nombrado prelado y alcanzó la dignidad de canónigo de la basílica de San Pedro.
El 29 de noviembre de 1895 fue nombrado patriarca titular latino de Constantinopla de la residencia de la curia romana. Fue consagrado en la basílica del Vaticano por el cardenal Mariano Rampolla.

### Cardenalato
Fue elevado al cardenalato en junio de 1899 por el papa León XIII. Entre los 1901 y 1902 fue nombrado camarlengo del colegio cardenalicio.
Fue uno de los cardenales que ha participado en el cónclave de 1903.

### Fallecimiento
Falleció el 17 de marzo de 1908 y fue enterrado en el Campo Verano.